# San Juan, Alajuela
San Juan är en ort i Costa Rica.   Den ligger i provinsen Alajuela, i den centrala delen av landet, 30 km nordväst om huvudstaden San José. San Juan ligger 1 090 meter över havet och antalet invånare är 7 729.
Terrängen runt San Juan är lite bergig, och sluttar söderut. Runt San Juan är det tätbefolkat, med 659 invånare per kvadratkilometer. Närmaste större samhälle är Alajuela, 15,0 km sydost om San Juan. Omgivningarna runt San Juan är en mosaik av jordbruksmark och naturlig växtlighet.